# Walter Arencibia Rodríguez
Walter Arencibia Rodríguez (ur. 21 lipca 1967 w Holguín) – kubański szachista i trener szachowy (FIDE Trainer od 2005), arcymistrz.

## Kariera szachowa
W 1985 r. zwyciężył w mistrzostwach Kuby juniorów. W 1986 r. zdobył tytuł mistrza świata juniorów oraz tytuł indywidualnego mistrza Kuby. W 1989 r. zdobył srebrny medal mistrzostw kraju, natomiast w 1990 r. w ciągu kilku miesięcy poprawił swój ranking o 130 punktów (do 2555), zwyciężając w mistrzostwach Kuby (po raz drugi w karierze), memoriale Jose Raula Capablanki w Hawanie (wspólnie z Adelquis Remónem Gayem) i turnieju strefowym. Za te trzy osiągnięcia Międzynarodowa Federacja Szachowa przyznała mu tytuł arcymistrza. Dwukrotnie uczestniczył w turniejach międzystrefowych (eliminacji do mistrzostw świata), w latach 1990 (w Manili) i 1993 (w Biel). W 2005 r. uczestniczył w Pucharze Świata, w I rundzie przegrywając z Ilją Smirinem.
Do innych jego indywidualnych sukcesów należą m.in.:
- II m. w Medellin (1987, za Alonso Zapatą)
- III m. w Bayamo (1990, za Alonso Zapatą i Jurijem Jakowiczem)
- I m. w Hawanie (1993)
- dz. I m. w Andorze (1995, wspólnie z Lwem Psachisem, Mihailem Marinem i Antonio Antunesem i Vlastimilem Jansą)
- II m. w Cienfuegos (1996, memoriał Jose Raula Capablanki, za Anthony Milesem)
- dz. II m. w Barberze (1996, za Wadimem Zwiagincewem, wspólnie z m.in. Amadorem Rodriguezem)
- dz. I m. w Terrassie (1998)
- dz. II m. w San Salvador (1998, turniej strefowy, za Julio Becerra Rivero, wspólnie z Alonso Zapatą)
- dz. II m. w Mérida (1999, memoriał Carlosa Torre Repetto, za Anthony Milesem)
- II m. w Santa Clarze (2000, memoriał Guillermo García Gonzáleza [turniej B], za Leinierem Dominguezem)
- II m. w Varadero (2000, memoriał Jose Raula Capablanki, za Aleksandrem Wołżynem)
- dz. II m. w Santa Clarze (2001, memoriał Guillermo García Gonzáleza, za Yuri Gonzalezem Vidalem, wspólnie z Reynaldo Vera)
- dz. I m. w Toronto (2002, wspólnie z Markiem Bluvshteinem, Dmitrijem Tiomkinem i Jurijem Szulmanem)
- dz. II m. w Guelph (2002, za Nikołajem Legkijem)
- dz. I m. w Santa Clarze (2003, memoriał Guillermo García Gonzáleza [turniej B], wspólnie z Heikki Kallio)
- dz. II m. w Montrealu (2004, turniej B, za Alexandre Lesiege, wspólnie z Wiktorem Michalewskim)
- I m. w Guayaquil (2005, turniej strefowy)
- dz. I m. w Kitchener (2006, turniej Canadian Open, wspólnie z Abhijitem Kunte)
- dz. I m. w Hawanie (2006, turniej open memoriału Jose Raula Capablanki, wspólnie z Fidelem Corralesem Jimenezem)
- I m. w Santa Clarze (2007, otwarte mistrzostwa Kuby)
- dz. I m. Santa Clarze (2007, memoriał Guillermo García Gonzáleza, wspólnie z m.in. Yuniesky Quezada Perezem, Csabą Horvathem i Neurisem Delgado Ramirezem).

W latach 1986–2006 dziewięciokrotnie reprezentował Kubę na olimpiadach szachowych, był również czterokrotnym (1993, 1997, 2001, 2005) uczestnikiem drużynowych mistrzostw świata, w 2005 r. zdobywając brązowy medal za indywidualny wynik na V szachownicy.
Najwyższy ranking w dotychczasowej karierze osiągnął 1 stycznia 2008 r., z wynikiem 2573 zajmował wówczas 4. miejsce wśród kubańskich szachistów.